# 61-й меридіан західної довготи
61-й меридіан західної довготи — лінія довготи, що лежить на 61 градус західніше Гринвіцького меридіана. Вона проходить від Північного полюса через Північний Льодовитий океан, Північну Америку, Атлантичний океан, Південну Америку, Південний океан та Антарктиду до Південного полюса.
61-й меридіан західної довготи формує велике коло разом із 119-тим меридіаном східної довготи.

## Список географічних об'єктів, що перетинає 61° зх. д.
Починаючи на Північному полюсі та рухаючись до Південного полюса, 61-й меридіан західної довготи проходить через:
| Координати                                                 | Країна, територія або море   | Примітки |
| ---------------------------------------------------------- | ---------------------------- | --- |
| 90°0′ пн. ш. 61°0′ зх. д. / 90.000° пн. ш. 61.000° зх. д.  | Північний Льодовитий океан   | Проходить східніше острова Елсмір, Нунавут, Канада                                                                    |
| 83°26′ пн. ш. 61°0′ зх. д. / 83.433° пн. ш. 61.000° зх. д. | Море Лінкольна               | |
| 81°50′ пн. ш. 61°0′ зх. д. / 81.833° пн. ш. 61.000° зх. д. | Гренландія                   | Проходить через Землю Холла                                                                                           |
| 76°3′ пн. ш. 61°0′ зх. д. / 76.050° пн. ш. 61.000° зх. д.  | Море Баффіна                 | |
| 70°0′ пн. ш. 61°0′ зх. д. / 70.000° пн. ш. 61.000° зх. д.  | Дейвісова протока            | Проходить східніше Баффінової Землі, Нунавут, Канада                                                                  |
| 60°0′ пн. ш. 61°0′ зх. д. / 60.000° пн. ш. 61.000° зх. д.  | Атлантичний океан            | Море Лабрадор |
| 56°7′ пн. ш. 61°0′ зх. д. / 56.117° пн. ш. 61.000° зх. д.  | Канада                       | Проходить через півострів Лабрадор Ньюфаундленд і Лабрадор Квебек                                                     |
| 50°12′ пн. ш. 61°0′ зх. д. / 50.200° пн. ш. 61.000° зх. д. | Затока Святого Лаврентія     | |
| 46°39′ пн. ш. 61°0′ зх. д. / 46.650° пн. ш. 61.000° зх. д. | Канада                       | Нова Шотландія — проходить через острови Кейп-Бретон і Мадам[en]                                                      |
| 45°30′ пн. ш. 61°0′ зх. д. / 45.500° пн. ш. 61.000° зх. д. | Затока Чедабукто[en]         | |
| 45°20′ пн. ш. 61°0′ зх. д. / 45.333° пн. ш. 61.000° зх. д. | Канада                       | Нова Шотландія |
| 45°16′ пн. ш. 61°0′ зх. д. / 45.267° пн. ш. 61.000° зх. д. | Атлантичний океан            | Проходить східніше островів Ля-Десірад і Марі-Галан, Гваделупа, Франція Проходить східніше острова Домініка, Домініка |
| 14°48′ пн. ш. 61°0′ зх. д. / 14.800° пн. ш. 61.000° зх. д. | Франція                      | Проходить через острів Мартиніка                                                                                      |
| 14°28′ пн. ш. 61°0′ зх. д. / 14.467° пн. ш. 61.000° зх. д. | Атлантичний океан            | Протока Сент-Люсія |
| 14°1′ пн. ш. 61°0′ зх. д. / 14.017° пн. ш. 61.000° зх. д.  | Сент-Люсія                   | Проходить через острів Сент-Люсія                                                                                     |
| 13°45′ пн. ш. 61°0′ зх. д. / 13.750° пн. ш. 61.000° зх. д. | Атлантичний океан            | Проходить східніше островів Сент-Вінсент, Балісо[en] і Мюстік[en], Сент-Вінсент і Гренадини                           |
| 10°50′ пн. ш. 61°0′ зх. д. / 10.833° пн. ш. 61.000° зх. д. | Тринідад і Тобаго            | Проходить через острів Тринідад                                                                                       |
| 10°42′ пн. ш. 61°0′ зх. д. / 10.700° пн. ш. 61.000° зх. д. | Атлантичний океан            | |
| 10°21′ пн. ш. 61°0′ зх. д. / 10.350° пн. ш. 61.000° зх. д. | Тринідад і Тобаго            | Проходить через острів Тринідад                                                                                       |
| 10°8′ пн. ш. 61°0′ зх. д. / 10.133° пн. ш. 61.000° зх. д.  | Атлантичний океан            | |
| 9°33′ пн. ш. 61°0′ зх. д. / 9.550° пн. ш. 61.000° зх. д.   | Венесуела                    | |
| 6°44′ пн. ш. 61°0′ зх. д. / 6.733° пн. ш. 61.000° зх. д.   | Гаяна                        | Проходить через територію, на яку претендує Венесуела                                                                 |
| 5°31′ пн. ш. 61°0′ зх. д. / 5.517° пн. ш. 61.000° зх. д.   | Венесуела                    | |
| 4°31′ пн. ш. 61°0′ зх. д. / 4.517° пн. ш. 61.000° зх. д.   | Бразилія                     | Рорайма Амазонас Мату-Гросу Рондонія                                                                                  |
| 13°32′ пд. ш. 61°0′ зх. д. / 13.533° пд. ш. 61.000° зх. д. | Болівія                      | |
| 19°31′ пд. ш. 61°0′ зх. д. / 19.517° пд. ш. 61.000° зх. д. | Парагвай                     | |
| 23°47′ пд. ш. 61°0′ зх. д. / 23.783° пд. ш. 61.000° зх. д. | Аргентина                    | |
| 38°59′ пд. ш. 61°0′ зх. д. / 38.983° пд. ш. 61.000° зх. д. | Атлантичний океан            | |
| 51°47′ пд. ш. 61°0′ зх. д. / 51.783° пд. ш. 61.000° зх. д. | Фолклендські Острови         | Проходить через острови Ведделл та Західний Фолкленд — претендує Аргентина                                            |
| 52°4′ пд. ш. 61°0′ зх. д. / 52.067° пд. ш. 61.000° зх. д.  | Атлантичний океан            | |
| 60°0′ пд. ш. 61°0′ зх. д. / 60.000° пд. ш. 61.000° зх. д.  | Південний океан              | |
| 62°37′ пд. ш. 61°0′ зх. д. / 62.617° пд. ш. 61.000° зх. д. | Південні Шетландські острови | Проходить через острів Лівінгстон — претендують Аргентина, Чилі та Велика Британія                                    |
| 62°40′ пд. ш. 61°0′ зх. д. / 62.667° пд. ш. 61.000° зх. д. | Південний океан              | Проходить західніше острова Трініті[en]                                                                               |
| 64°3′ пд. ш. 61°0′ зх. д. / 64.050° пд. ш. 61.000° зх. д.  | Антарктида                   | Проходить через Антарктичний півострів — претендують Аргентина, Чилі та Велика Британія                               |
| 74°31′ пд. ш. 61°0′ зх. д. / 74.517° пд. ш. 61.000° зх. д. | Південний океан              | Море Ведделла |
| 75°8′ пд. ш. 61°0′ зх. д. / 75.133° пд. ш. 61.000° зх. д.  | Антарктида                   | Проходить через територію, на яку претендують Аргентина, Чилі та Велика Британія                                      |